# Provincia Forlì-Cesena
Forlì-Cesena este o provincie în regiunea Emilia-Romagna în Italia.